# Oswald
Az Oswald amerikai-brit televíziós rajzfilmsorozat, ami 2001. augusztus 20. és 2003. szeptember 19. között futott. Magyarországon csak a JimJam sugározta 2008. január 1-től (a csatorna indulásától), a mai napig is ismétli a részeket. A sorozat 52 epizódot készített.

## Ismertető
A sorozat Oswald, a kék színű polip és kutyája, Virsli kalandjait követi nyomon. Oswald és barátai számtalan mulatságos helyzetbe keverednek a nagyváros izgalmakkal teli utcáin.

## Szereplők
| Szereplő         | Eredeti hang    | Magyar hang     | Leírás                                                                   |
| ---------------- | --------------- | --------------- | ------------------------------------------------------------------------ |
| Oswald           | Fred Savage     | Dányi Krisztián | A sorozat főhőse, egy kék polip.                                         |
| Virsli           | Debi Derryberry | (saját hangján) | Oswald háziállata, egy hot-dog kinézetű kutya, mindenhova magával viszi. |
| Henry            | David Lander    | Tarján Péter    | Oswald szomszédja és a legjobb barátja, egy pingvin.                     |
| Daisy            | Crystal Scales  |                 | Oswald egyik barátja.                                                    |
| Johnny           | Mel Winkler     |                 | Oswald hóemberbarátja.                                                   |
| Pillangó asszony | Laraine Newman  |                 | Oswald egyik barátja.                                                    |
| Catrina          | Debi Derryberry |                 | Pillangó asszony hernyója.                                               |
| Tojás ikrek      | Daran Norris    |                 | Oswald, Henry és Daisy barátai.                                          |
| Pongo            | Richard Kind    |                 | Ő egy barátságos kínai sárkány.                                          |

## Évados áttekintés
| Évad | Évad | Epizódok | Eredeti sugárzás    | Eredeti sugárzás     | Magyar sugárzás | Magyar sugárzás   |
| Évad | Évad | Epizódok | Évadpremier         | Évadfinálé           | Évadpremier     | Évadfinálé        |
| ---- | ---- | -------- | ------------------- | -------------------- | --------------- | ----------------- |
|      | 1    | 52       | 2001. augusztus 20. | 2003. szeptember 19. | 2008. január 1. | 2008. február 21. |

## 1. évad
| #   | Eredeti cím                 | Magyar cím                                 | Eredeti premier      | Magyar premier    |
| --- | --------------------------- | ------------------------------------------ | -------------------- | ----------------- |
| 1.  | Big Banana                  | Az óriásbanán                              | 2001. augusztus 20.  | 2008. január 1.   |
| 2.  | Catrina's Birthday Cake     | Catrina szülinapi tortája                  | 2001. augusztus 20.  | 2008. január 2.   |
| 3.  | Leaky Faucet                | A csőtörés                                 | 2001. augusztus 21.  | 2008. január 3.   |
| 4.  | I Guess You Never Know      | Sosem tudhatod                             | 2001. augusztus 21.  | 2008. január 4.   |
| 5.  | Rollerskating               | A görkorcsolya                             | 2001. augusztus 22.  | 2008. január 5.   |
| 6.  | Sleepover                   | Pizsamaparti                               | 2001. augusztus 22.  | 2008. január 6.   |
| 7.  | Daisy Plays an Instrument   | Daisy új hangszere                         | 2001. augusztus 23.  | 2008. január 7.   |
| 8.  | One More Marshmallow        | Egy szem mályvacukor                       | 2001. augusztus 23.  | 2008. január 8.   |
| 9.  | The Polka Dot Umbrella      | A pettyes esernyő                          | 2001. augusztus 24.  | 2008. január 9.   |
| 10. | The Camping Trip            | A sátorozás                                | 2001. augusztus 24.  | 2008. január 10.  |
| 11. | The Ball of Yarn            | A fonalgombolyag                           | 2001. augusztus 27.  | 2008. január 11.  |
| 12. | Chasing the Ice-Cream Truck | Hajsza a fagylaltoskocsi után              | 2001. augusztus 27.  | 2008. január 12.  |
| 13. | Catrina's First Snow        | Catrina első hava                          | 2001. augusztus 28.  | 2008. január 13.  |
| 14. | Down in the Dump            | Lomtalanítás                               | 2001. augusztus 28.  | 2008. január 14.  |
| 15. | The Birdhouse               | A madárlak                                 | 2001. augusztus 29.  | 2008. január 15.  |
| 16. | Henry Needs a Haircut       | Henry nyiratkozni megy                     | 2001. augusztus 29.  | 2008. január 16.  |
| 17. | Flippy the Fish             | Fricska, a hal                             | 2001. szeptember 10. | 2008. január 17.  |
| 18. | Autumn Leaves               | Ősz levelek                                | 2001. szeptember 10. | 2008. január 18.  |
| 19. | A Nice Quiet Picnic         | Egy szép, csendes piknik                   | 2001. szeptember 17. | 2008. január 19.  |
| 20. | Cloud Collecting            | Felhőgyűjtés                               | 2001. szeptember 17. | 2008. január 20.  |
| 21. | Pongo the Friendly Dragon   | Pongo, a barátságos sárkány                | 2001. szeptember 24. | 2008. január 21.  |
| 22. | The Go-Kart Race            | A gokartverseny                            | 2001. szeptember 24. | 2008. január 22.  |
| 23. | The Big Parade              | A nagy parádé                              | 2002. február 15.    | 2008. január 23.  |
| 24. | Henry Wants to Fly          | Henry repülni szeretne                     | 2002. február 15.    | 2008. január 24.  |
| 25. | Fixing the Piano            | Zongorahangolás                            | 2002. március 8.     | 2008. január 25.  |
| 26. | Daisy and the Duckling      | Daisy és a kiskacsa                        | 2002. március 8.     | 2008. január 26.  |
| 27. | The Double Date             | A dupla program                            | 2002. március 15.    | 2008. január 27.  |
| 28. | The Sniffles                | Henry náthás lesz                          | 2002. március 15.    | 2008. január 28.  |
| 29. | Goodbye Best Friend         | Viszlát, jóbarát!                          | 2002. március 21.    | 2008. január 29.  |
| 30. | The Broken Vase             | A törött váza                              | 2002. március 21.    | 2008. január 30.  |
| 31. | Odd One Out                 | Egy furcsa rokon Kakukktojás (2. szinkron) | 2002. július 22.     | 2008. január 31.  |
| 32. | The Tomato Garden           | A paradicsomos kert                        | 2002. július 22.     | 2008. február 1.  |
| 33. | The Pet Show                | Házikedvencek vetélkedője                  | 2002. szeptember 16. | 2008. február 2.  |
| 34. | Bird Watching               | Madárlesen                                 | 2002. szeptember 16. | 2008. február 3.  |
| 35. | Snow to Go                  | Egy forró nyári nap                        | 2002. szeptember 17. | 2008. február 4.  |
| 36. | Going Fishing               | A nagy horgász                             | 2002. szeptember 17. | 2008. február 5.  |
| 37. | The Naughty Cat             | Egy rosszcsont macska                      | 2002. szeptember 23. | 2008. február 6.  |
| 38. | The Giant Egg               | Az óriás tojás                             | 2002. szeptember 23. | 2008. február 7.  |
| 39. | A Sticky Situation          | Mézeskalács sütés                          | 2002. szeptember 24. | 2008. február 8.  |
| 40. | Perfect Match               | A tökéletes partner                        | 2002. szeptember 24. | 2008. február 9.  |
| 41. | Job for a Day               | Fagylaltárus egy napig                     | 2002. szeptember 25. | 2008. február 10. |
| 42. | Tutti-Frutti Pie            | A tutti-fruttis pite                       | 2002. szeptember 25. | 2008. február 11. |
| 43. | A Day at the Beach          | Egy csodás nap a tengerparton              | 2002. szeptember 26. | 2008. február 12. |
| 44. | The Sand Sculpture Contest  | Homokszobor-építő verseny                  | 2002. szeptember 26. | 2008. február 13. |
| 45. | Sammy Starfish Live         | Sammy, a tengericsillag fellépése          | 2002. szeptember 27. | 2008. február 14. |
| 46. | Friends Indeed              | Igazi jóbarátok                            | 2002. szeptember 27. | 2008. február 15. |
| 47. | The Snow Festival           | A hóünnepély                               | 2003. szeptember 17. | 2008. február 16. |
| 48. | The Biggest Wish            | Egy hatalmas kívánság                      | 2003. szeptember 17. | 2008. február 17. |
| 49. | Hide and Seek               | Bújócska                                   | 2003. szeptember 18. | 2008. február 18. |
| 50. | The Stopped Clock           | A meghibásodott óra                        | 2003. szeptember 18. | 2008. február 19. |
| 51. | The Big Balloon Rescue      | A repülő babakocsi                         | 2003. szeptember 19. | 2008. február 20. |
| 52. | Weenie Needs a Bath         | Virsli nagy fürdése                        | 2003. szeptember 19. | 2008. február 21. |